# Jüdisches Altersheim Herrlingen
Das Jüdische Altersheim Herrlingen war ein von Herbst 1939 bis Sommer 1942 existierendes Zwangsaltersheim für ältere jüdische Menschen auf dem Gelände des ehemaligen Landschulheims Herrlingen und dessen Folgeeinrichtung, dem Jüdischen Landschulheim Herrlingen.

## Die Vorgeschichte
Zur Vorgeschichte des Altersheims gehört die Geschichte der beiden Landschulheime in Herrlingen.
Nachdem bereits im Spätherbst 1938 absehbar war, dass das Jüdische Landschulheim würde schließen müssen, suchte der im Grundbuch eingetragene Eigentümer, Fritz Essinger, der Bruder von Anna Essinger, nach einer Verwertungsmöglichkeit für das Landschulheimgelände und die sich darauf befindenden Gebäude. Da er zu diesem Zeitpunkt bereits in Palästina lebte, beauftragte er das Ulmer Privatbankhaus Klett mit dem Verkauf des Anwesens, zu dem folgende Gebäude gehörten:
- Das 1926 errichtete Haupthaus mit der damaligen Adresse Wippinger Steige 28 (heute: Erwin-Rommel-Steige 50). Es trug zur Zeit des Jüdischen Landschulheims den Namen Bialik-Haus. Von Herbst 1939 bis Sommer 1942 beherbergte es das Jüdische Altersheim.
- Das Nebengebäude Wippinger Steige 11 (heute: Erwin-Rommel-Steige 11). Das 1932 errichtete Gebäude trug den Namen Bubenhaus oder auch Haus of Lords und wurde zu Zeiten des Jüdischen Landschulheims in Ramban-Haus umbenannt.
- Das Haus Wippinger Steige 13 (heute: Erwin-Rommel-Steige 13). Dieses Haus, das von 1921 bis 1926 von Gertrud Kantorowicz bewohnt worden war, wurde 1932 von Anna Essinger erworben. In den Folgejahren erlebte es eine wechselvolle Geschichte. Zu Landschulheimzeiten wurde es als Haus Breitenfels oder Martin-Buber-Haus und wegen der Unterbringung der Familie des Generalfeldmarschalls von 1943 bis 1945 auch als Rommel-Villa bezeichnet.[1] Die Familie Rommel wohnte hier zwischen 1943 und 1945; danach wurde das Haus von der Arbeiterwohlfahrt (AWO) gekauft.
In diesem Haus hielt vom 10. bis 13. Mai 1934 Martin Buber mit der Mittelstelle für jüdische Erwachsenenbildung[2] eine Tagung ab. Das Haus trägt heute den Namen Haus Friedenthal.[3]

Die Bank bot die gesamte Liegenschaft der Stadt Ulm zum Kauf an, die zwar Interesse bekundete, sich aber nicht zu einem Kauf entschließen konnte. Fritz Essinger überließ daraufhin das Anwesen dem Oberrat der Israelitischen Religionsgemeinschaft in Württemberg zur treuhänderischen Verwaltung.

## Gründung des Altersheims
Die jüdischen Treuhänder des Herrlinger Anwesens beantragten bereits am 3. Februar 1939 bei der Gestapo in Stuttgart die Genehmigung zur Einrichtung eines jüdischen Altersheims für die Unterbringung von älteren Angehörigen aus solchen Familien, deren jüngere Mitglieder bereits ausgewandert waren. Die Genehmigung hierzu wurde am 27. April 1939 erteilt, und zwischen dem 11. und 13. Mai 1939 trafen die für die Heimleitung auserkorene Berta Dornacher, der Gärtner Hans Löwenstein und das Hausmädchen Gertrud Cahn in Herrlingen ein, um die Gebäude für seine neue Verwendung herzurichten.
Die Einrichtung des Altersheims erfolgte gegen den erbitterten Widerstand der Gemeinde Herrlingen und ihres Bürgermeisters, die eine Ansiedelung von Juden in ihrem Zuständigkeitsbereich verhindern wollten. Die Gestapo setzte sich aber über diesen Widerstand hinweg, weil sie längst andere Ziele verfolgte. Am 30. April 1939 war nämlich auf Reichsebene das Gesetz über Mietverhältnisse mit Juden erlassen worden. Dieses Gesetz, das jüdischen Mietern den gesetzlichen Mieterschutz entzog, bewirkte, dass in seiner Folge ältere Juden aus Ulm, Stuttgart und vielen Gemeinden aus der Umgebung von Herrlingen das Wohnrecht entzogen werden konnte, weil für sie ja Ersatzwohnraum in Herrlingen zur Verfügung stand. Das vom Oberrat der Israelitischen Religionsgemeinschaft geplante jüdische Altersheim war zu einem systemkonformen Zwangsaltersheim umfunktioniert worden, das bereits Ende September 1939 mit 70 Bewohnern voll belegt war. Weitere Einweisungen erfolgten in den Folgejahren, sodass Ende 1941 93 Bewohner zwangsweise in der Einrichtung leben mussten.

## Schwieriger Alltag
Die Versorgung der Bewohner des Altersheims mit Lebensmitteln war schwierig, da das Heim bei der Lebensmittelzuteilung benachteiligt wurde. Hinzu kamen die schwierigen Lebensverhältnisse unter nationalsozialistischer Herrschaft. So blieb auch das Altersheim in der Folge von Drangsalierungen seitens der Behörden nicht verschont (Konfiszierung „schädlichen und unerwünschten Schrifttums“, nur geringer persönlicher Hausrat für die Heimbewohner, grundsätzlich nur ein Zimmer auch für Ehepaare, lückenlose Erfassung der Heimbewohner in der Judenkartei). Diese Maßnahmen wurden nach dem Ausbruch des Zweiten Weltkriegs noch verschärft, private Radiogeräte wurden eingezogen. Anfang Dezember 1941 kam es erstmals zu einer Deportation. Vermutlich aufgrund des Abtauchens von vier jüngeren Pflegebediensteten erhielt eine andere Angehörige des Pflegepersonals einen Deportationsbefehl. Ihre Spur verliert sich in Riga. Im März 1942 wurde eine dreiundsiebzigjährige Heimbewohnerin in die Heil- und Pflegeanstalt Zwiefalten überwiesen und dort mit einer Giftinjektion getötet. Sechs Wochen später wurden acht Bewohner – darunter zwei erneut in ihre Heimatgemeinden geflohene und dort aufgegriffene Heimbedienstete – in das polnische Ghetto Izbica deportiert, das als Durchgangslager in die Vernichtungslager Belzec, Majdanek und Sobibor diente.

## Auflösung des Heims
Während all dieser Jahre gab es ein ständiges Gerangel um das Anwesen des Jüdischen Altersheims. Die Gemeinde Herrlingen wollte Teile in ihren Besitz bringen, um eine Straße bauen zu können, und die Stadt Ulm diskutierte immer wieder die Übernahme des Geländes für eigene Zwecke. Zu Verhandlungen mit dem Oberrat der Israelitischen Religionsgemeinschaft als dem Treuhänder kam es indes nicht, nachdem diese, wie alle jüdischen Gemeinden in Deutschland, im März 1938 den Status als Körperschaft des öffentlichen Rechts verloren hatte. Nach der am 25. November 1941 verabschiedeten 11. Verordnung zum Reichsbürgergesetz fiel das Eigentum ausgewanderter deutscher Juden an das Deutsche Reich, und nach der Rechtsauffassung der Stadt Ulm waren diejenigen Häuser aus jüdischem Besitz, die die Stadt zu erwerben beabsichtigte, nun Reichseigentum geworden. Das Oberfinanzpräsidium stellte sich jedoch gegen die Absicht der Stadt, das Herrlinger Anwesen zu erwerben, da ihm die Kaufpreisangebote zu niedrig waren, war aber mit einer Vermietung einverstanden. Das bedeutete das Aus für das Jüdische Altersheim. Demzufolge wurden die Häuser im Juni und Juli 1942 geräumt und die verbliebenen 83 jüdischen Bewohner in das damals recht heruntergekommene Oberstotzinger Schloss verlegt. Von dort wurden sie – nachdem ihnen das restliche Vermögen mit „Heimeinkaufsverträgen“ abgenommen worden war – im August 1942 in das beschönigend als "Reichsaltersghetto" bezeichnete Konzentrationslager Theresienstadt deportiert.
Zum Jahresende 1942 hin erfolgte die Inbetriebnahme des arischen Altersheims der Stadt Ulm. Die Besitzverhältnisse an dem Anwesen blieben jedoch weiterhin ungeklärt. Sie blieben im Eigentum des Deutschen Reiches, wurden vermutlich aber treuhänderisch von der Stadt Ulm verwaltet. 1945/46 wurden die Landschulheimgebäude der Familie Essinger zurückgegeben, die sie der Arbeiterwohlfahrt verkaufte. Nachdem diese sie nicht mehr nutzte, befinden sie sich heute in Privatbesitz.